# Desemprego tecnológico

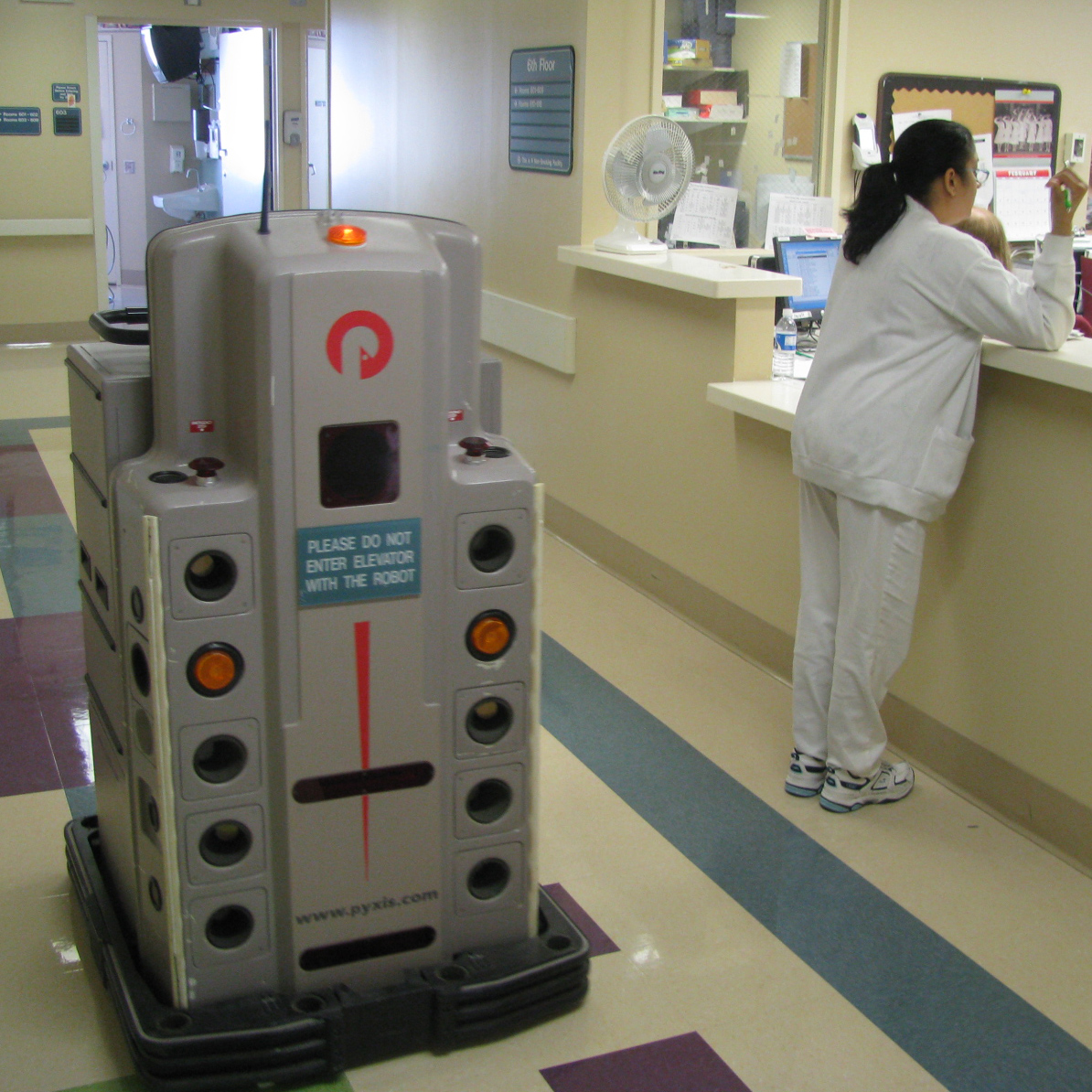
No século 21, os robôs começam a desempenhar funções não apenas na manufatura, mas também no setor de serviços – na saúde, por exemplo.

O desemprego tecnológico é a perda de empregos causada pela mudança tecnológica. É um tipo chave de desemprego estrutural.
A mudança tecnológica normalmente inclui a introdução de máquinas "músculos-mecânicas" que economizam trabalho ou processos "mente-mecânicos" mais eficientes (automação), e o papel humano nesses processos é minimizado. Assim como os cavalos se tornaram gradualmente obsoletos como meio de transporte pelo automóvel e como trabalhadores pelo trator, os empregos dos humanos também foram afetados ao longo da história moderna. Exemplos históricos incluem tecelões artesãos reduzidos à pobreza após a introdução de teares mecanizados. Durante a Segunda Guerra Mundial, a máquina Bombe de Alan Turing comprimiu e decodificou milhares de dados criptografados em questão de horas. Um exemplo contemporâneo de desemprego tecnológico é o deslocamento de caixas de varejo por caixas de autoatendimento.
Que a mudança tecnológica pode causar perdas de empregos a curto prazo é amplamente aceito. A visão de que isso pode levar a aumentos duradouros no desemprego há muito é controversa. Os participantes dos debates sobre o desemprego tecnológico podem ser amplamente divididos em otimistas e pessimistas.
- Os otimistas concordam que a inovação pode prejudicar os empregos no curto prazo, mas sustentam que vários efeitos compensatórios garantem que nunca haja um impacto negativo de longo prazo nos empregos.

- Enquanto os pessimistas afirmam que, pelo menos em algumas circunstâncias, as novas tecnologias podem levar a um declínio duradouro no número total de trabalhadores empregados.

A frase "desemprego tecnológico" foi popularizada por John Keynes na década de 1930, que disse que era "apenas uma fase temporária de desajuste". No entanto, a questão das máquinas que substituem o trabalho humano tem sido discutida pelo menos desde a época de Aristóteles.
No século 18, os temores sobre o impacto da maquinaria nos empregos se intensificaram com o crescimento do desemprego em massa, fato inédito até então momento, especialmente na Grã-Bretanha, que estava na vanguarda da Revolução Industrial. No entanto, alguns pensadores econômicos começaram a argumentar contra esses temores, alegando que a inovação geral não teria efeitos negativos sobre os empregos. Esses argumentos foram formalizados no início do século XIX pelos economistas clássicos. Durante a segunda metade do século XIX, ficou claro que o progresso tecnológico estava beneficiando todos os setores da sociedade, incluindo a classe trabalhadora. As preocupações com o impacto negativo da inovação diminuíram. O termo "falácia ludita" foi cunhado para descrever o pensamento de que a inovação teria efeitos nocivos duradouros sobre o emprego.
Um relatório da Wired em 2017 cita pessoas experientes, como o economista Gene Sperling e o professor de administração Andrew McAfee, sobre a ideia de que lidar com a perda de empregos existente e iminente para a automação é uma "questão significativa". Inovações tecnológicas recentes têm o potencial de deslocar os seres humanos nos campos criativos profissionais, de colarinho branco, de baixa qualificação e outros "trabalhos mentais". O Relatório de Desenvolvimento Mundial de 2019 do Banco Mundial argumenta que, embora a automação desloque trabalhadores, a inovação tecnológica cria mais  novas indústrias e empregos em equilíbrio.

## História

### Era clássica

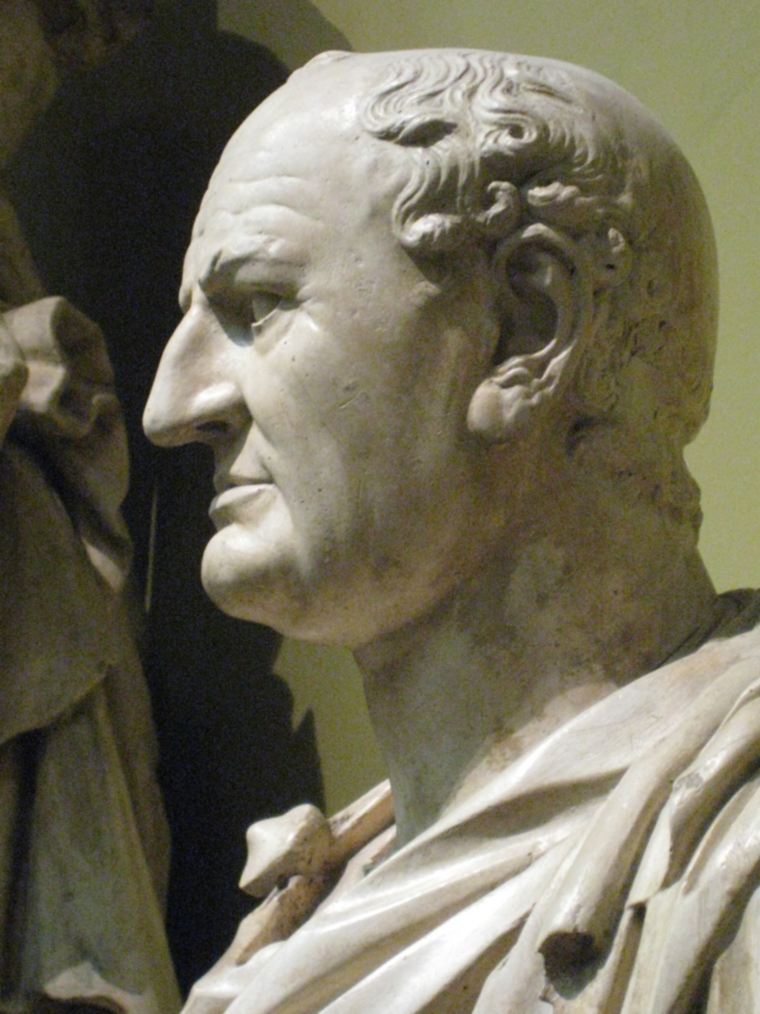
Imperador romano Vespasiano, que recusou um método de baixo custo de transporte de mercadorias pesadas que deixaria os trabalhadores sem trabalho

Segundo o autor Gregory Woirol, é provável que o fenômeno do desemprego tecnológico exista desde pelo menos a invenção da roda. As sociedades antigas tinham vários métodos para aliviar a pobreza daqueles incapazes de se sustentar com seu próprio trabalho. A China antiga e o Antigo Egito podem ter tido vários programas de socorro administrados centralmente em resposta ao desemprego tecnológico que remonta pelo menos ao segundo milênio aC. Na Grécia antiga, um grande número de trabalhadores livres  poderiam ficar desempregados devido aos efeitos da antiga tecnologia de economia de trabalho e à competição de escravos ("máquinas de carne e osso"). Às vezes, esses trabalhadores desempregados morriam de fome ou eram forçados à escravidão, embora em outros casos fossem mantidos por esmolas. Péricles respondeu ao desemprego tecnológico percebido lançando programas de obras públicas para fornecer trabalho remunerado aos desempregados. Algumas pessoas criticaram os programas de Péricles como desperdício de dinheiro público, mas foi derrotado.
Talvez o exemplo mais antigo de um estudioso discutindo o fenômeno do desemprego tecnológico ocorra com Aristóteles, que especulou no Livro Um da Política que, se as máquinas pudessem se tornar suficientemente avançadas, não haveria mais necessidade de trabalho humano.
Semelhante aos gregos, os antigos romanos responderam ao problema do desemprego tecnológico aliviando a pobreza com esmolas (como a Cura Annonae). Várias centenas de milhares de famílias às vezes eram mantidas assim de uma só vez. Com menos frequência, os empregos foram criados diretamente com programas de obras públicas, como os lançados pelos Gracchi. Vários imperadores chegaram a recusar ou proibir inovações que poupassem mão-de-obra. Em um caso, a introdução de uma invenção que economizasse mão-de-obra foi bloqueada, quando o imperador Vespasiano se recusou a permitir um novo método de transporte de mercadorias pesadas de baixo custo, dizendo "Você deve permitir que meus pobres transportadores ganhem seu pão". A escassez de mão-de-obra começou a se desenvolver no império romano no final do século II dC e, a partir desse ponto, o desemprego em massa na Europa parece ter diminuído bastante por mais de um milênio.

### Era pós-clássica
O período medieval e do início do renascimento viu a adoção generalizada de tecnologias recém-inventadas, bem como de tecnologias mais antigas que haviam sido concebidas, mas pouco usadas na era clássica.  O desemprego em massa começou a reaparecer na Europa, especialmente na Europa Ocidental, Central e Meridional no século XV, em parte como resultado do crescimento populacional e em parte devido a mudanças na disponibilidade de terras para agricultura de subsistência causadas pelos primeiros cercamentos. Como resultado da ameaça de desemprego, houve menos tolerância para novas tecnologias disruptivas. As autoridades europeias costumavam ficar do lado de grupos que representavam subseções da população trabalhadora, como Guildas, banindo novas tecnologias e às vezes até executando aqueles que tentavam promovê-las ou negociá-las.

### Século 16 ao 18

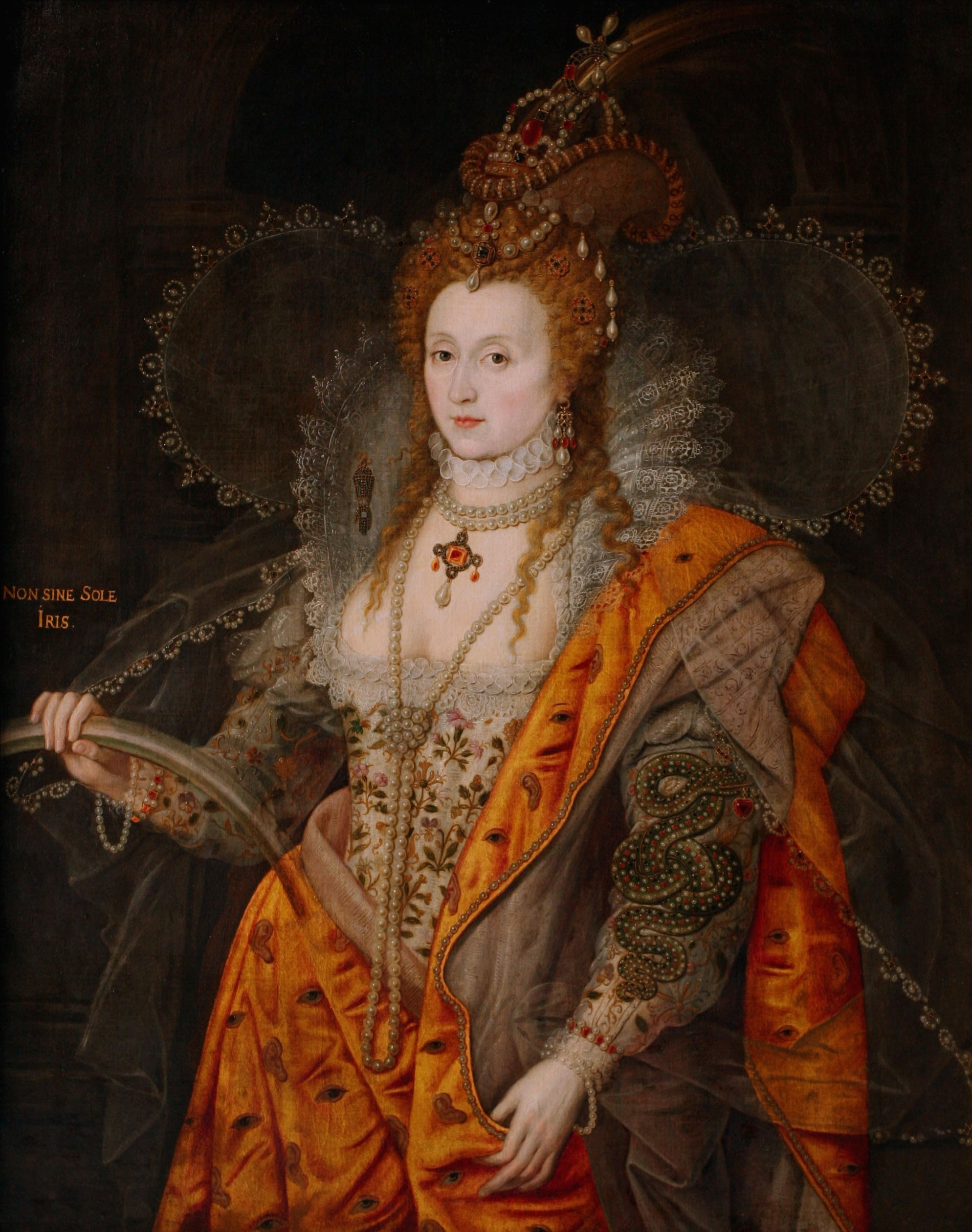
Elizabeth I, que se recusou a patentear uma máquina de tricotar inventada por William Lee, dizendo: "Considere o que a invenção poderia fazer aos meus pobres súditos. Certamente os levaria à ruína, privando-os de emprego, tornando-os mendigos."

Na Grã-Bretanha, a elite governante começou a adotar uma abordagem menos restritiva à inovação um pouco antes do que em grande parte da Europa continental, o que foi citado como uma possível razão para a liderança inicial da Grã-Bretanha na condução da Revolução Industrial. No entanto, a preocupação com o impacto da inovação no emprego permaneceu forte durante o século XVI e início do século XVII. Um exemplo famoso de recusa de novas tecnologias ocorreu quando o inventor William Lee convidou a rainha Elizabeth I para ver uma máquina de tricô que economizava mão-de-obra. A rainha se recusou a emitir uma patente alegando que a tecnologia poderia causar desemprego entre os trabalhadores têxteis. Depois de se mudar para a França e também não conseguir obter sucesso na promoção de sua invenção, Lee voltou para a Inglaterra, mas foi novamente recusado pelo sucessor de Elizabeth, James I, pelo mesmo motivo.
Joseph Schumpeter observa que, à medida que o século 18 avançava, os pensadores davam o alarme sobre o desemprego tecnológico com frequência crescente, sendo von Justi um exemplo proeminente. No entanto, Schumpeter também observa que a visão predominante entre a elite se solidificou na posição de que o desemprego tecnológico não seria um problema de longo prazo.

### Século 19
Foi somente no século XIX que os debates sobre o desemprego tecnológico se intensificaram, principalmente na Grã-Bretanha, onde se concentravam muitos pensadores econômicos da época. Com base no trabalho de Dean Tucker e Adam Smith, os economistas políticos começaram a criar o que se tornaria a disciplina moderna da economia.  Nas primeiras décadas do século 19, vários economistas políticos proeminentes argumentaram contra a visão otimista, alegando que a inovação poderia causar desemprego de longo prazo, estes incluíram Sismondi, Malthus, JS Mill e, a partir de 1821, o próprio David Ricardo. Como indiscutivelmente o economista político mais respeitado de sua época, a visão de Ricardo era desafiadora para outros na disciplina. O primeiro grande economista a responder foi Jean-Baptiste Say, que argumentou que ninguém introduziria maquinário se fosse reduzir a quantidade de produto e que, como afirma a Lei de Say, a oferta cria sua própria demanda, qualquer substituição os trabalhadores encontrariam automaticamente trabalho em outro lugar assim que o mercado tivesse tempo de se ajustar. Ramsey McCulloch expandiu e formalizou as visões otimistas de Say sobre o desemprego tecnológico e foi apoiado por outros como Charles Babbage, Nassau Senior e muitos outros economistas políticos menos conhecidos. Em meados do século XIX, Karl Marx juntou-se aos debates. Baseando-se no trabalho de Ricardo e Mill, Marx foi muito além, apresentando uma visão profundamente pessimista do desemprego tecnológico. À medida que a escola clássica de pensamento deu lugar à economia neoclássica, o pensamento dominante foi reforçado para levar em conta e refutar os argumentos pessimistas de Mill e Ricardo.

### Século 20

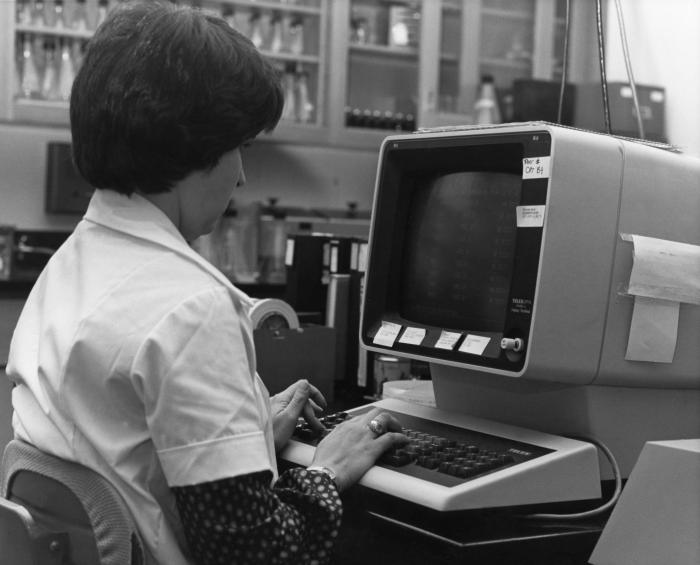
Os críticos da visão de que a inovação causa desemprego duradouro argumentam que a tecnologia é usada pelos trabalhadores e não os substitui em grande escala

Nas duas primeiras décadas do século XX, o desemprego em massa não era o maior problema que havia sido na primeira metade do século XIX. Enquanto a escola marxista e alguns outros pensadores continuaram a desafiar a visão otimista, o desemprego tecnológico não era uma preocupação significativa para o pensamento econômico dominante até meados da década de 1920, nesse período, os trabalhadores rurais americanos vinham perdendo empregos desde o início da década de 1920; muitos foram substituídos por tecnologia agrícola aprimorada, como o trator. O centro de gravidade dos debates econômicos já havia mudado da Grã-Bretanha para os Estados Unidos, e foi aqui que ocorreram os dois grandes períodos de debate do século XX sobre o desemprego tecnológico.
Os períodos de pico para os dois debates foram nas décadas de 1930 e 1960. Segundo o historiador econômico Gregory R Woirol, os dois episódios compartilham várias semelhanças. Em ambos os casos, os debates acadêmicos foram precedidos por uma explosão de preocupação popular, desencadeada pelo recente aumento do desemprego, mas desapareceram à medida que o desemprego foi reduzido pela eclosão da guerra – Segunda Guerra Mundial para o debate da década de 1930 e a Guerra do Vietnã para os episódios da década de 1960.
Na década de 1970, o desemprego voltou a subir, e desta vez permaneceu relativamente alto pelo resto do século, na maioria das economias desenvolvidas. Vários economistas mais uma vez argumentaram que isso pode ser devido à inovação, sendo talvez o mais proeminente Paul Samuelson. No geral, as últimas décadas do século XX viram a maior preocupação expressa sobre o desemprego tecnológico na Europa, embora houvesse vários exemplos nos EUA. Uma série de obras populares alertando sobre o desemprego tecnológico também foram publicadas. Estes incluíram o livro de James S. Albus de 1976 intitulado Peoples' Capitalism: The Economics of the Robot Revolution; David F. Noble com trabalhos publicados em 1984 e 1993; Jeremy Rifkin e seu livro de 1995 The End of Work; e o livro de 1996 The Global Trap. No entanto, na maioria das vezes, exceto durante os períodos de intenso debate nas décadas de 1930 e 1960, o consenso no século XX entre os economistas profissionais e o público em geral permaneceu de que a tecnologia não causa desemprego de longo prazo.

### Século 21

#### Opiniões
There is a prevailing opinion that we are in an era of technological unemployment – that technology is increasingly making skilled workers obsolete.

Prof. Mark MacCarthy (2014)
O consenso geral de que a inovação não causa desemprego de longo prazo manteve-se forte durante a primeira década do século XXI, embora continuasse a ser contestado por uma série de trabalhos acadêmicos, e por trabalhos populares como Robotic Nation de Marshall Brain e Martin Ford 's The Lights in the Tunnel: Automation, Accelerating Technology and the Economy of the Future.
Desde a publicação de seu livro Race Against the Machine, em 2011, os professores do MIT Andrew McAfee e Erik Brynjolfsson têm se destacado entre aqueles que levantam preocupações sobre o desemprego tecnológico. Os dois professores continuam relativamente otimistas, porém, afirmando que "a chave para vencer a corrida não é competir contra as máquinas, mas competir com as máquinas".
A preocupação com o desemprego tecnológico cresceu em 2013 devido, em parte, a uma série de estudos que preveem um aumento substancial do desemprego tecnológico nas próximas décadas e à evidência empírica de que, em certos setores, o emprego está caindo em todo o mundo apesar do aumento da produção.
Em 2013, o professor Nick Bloom, da Universidade de Stanford, afirmou que recentemente houve uma grande mudança de opinião em relação ao desemprego tecnológico entre seus colegas economistas. Em 2014, o Financial Times informou que o impacto da inovação nos empregos tem sido um tema dominante nas discussões econômicas recentes. De acordo com o acadêmico e ex-político Michael Ignatieff, escrevendo em 2014, as questões relativas aos efeitos da mudança tecnológica têm "assombrado a política democrática em todos os lugares".
As primeiras décadas do século XXI viu uma variedade de tarefas especializadas parcialmente assumidas por máquinas, incluindo tradução, pesquisa jurídica e até mesmo jornalismo de baixo nível. Trabalhos de cuidado, entretenimento e outras tarefas que exigem empatia, antes consideradas seguras da automação, também começaram a ser executadas por robôs.
O ex-secretário do Tesouro dos EUA e professor de economia de Harvard, Lawrence Summers, afirmou em 2014 que não acreditava mais que a automação sempre criaria novos empregos e que "esta não é uma possibilidade futura hipotética. Isso é algo que está surgindo diante de nós agora." Summers observou que já havia mais setores trabalhistas perdendo empregos do que criando novos.
Na reunião de Davos de 2014, Thomas Friedman relatou que a ligação entre tecnologia e desemprego parecia ter sido o tema dominante das discussões daquele ano. Uma pesquisa em Davos 2014 constatou que 80% dos 147 entrevistados concordaram que a tecnologia estava impulsionando o crescimento do desemprego. Na Davos de 2015, Gillian Tett descobriu que quase todos os delegados que participaram de uma discussão sobre desigualdade e tecnologia esperavam um aumento da desigualdade nos próximos cinco anos e deu a razão para isso como o deslocamento tecnológico de empregos. 2015 viu Martin Ford ganhar o Financial Times e McKinsey Business Book of the Year Award por seu Rise of the Robots: Technology and the Threat of a Jobless Future, novos alertas de potencial piora para o desemprego tecnológico vieram de Andy Haldane, economista-chefe do Banco da Inglaterra, e de Ignazio Visco, governador do Banco da Itália. Em uma entrevista em outubro de 2016, o então presidente dos EUA, Barack Obama, disse que, devido ao crescimento da inteligência artificial, a sociedade estaria debatendo "dinheiro gratuito incondicional para todos" dentro de 10 a 20 anos. Em 2019, o cientista da computação e especialista em inteligência artificial Stuart J. Russell afirmou que "no longo prazo, quase todos os empregos atuais desaparecerão, então precisamos de mudanças políticas bastante radicais para nos prepararmos para uma economia futura muito diferente".
Em 2014, a Pew Research pesquisou 1.896 profissionais de tecnologia e economistas e encontrou uma divisão de opiniões: 48% dos entrevistados acreditavam que as novas tecnologias eliminariam mais empregos do que criariam até o ano de 2025, enquanto 52% afirmaram que não. O professor de economia Bruce Chapman, da Universidade Nacional Australiana, alertou que estudos como o de Frey e Osborne tendem a exagerar a probabilidade de futuras perdas de empregos, pois não levam em conta a probabilidade de novos empregos serem criados devido à tecnologia, no que é atualmente desconhecido áreas.
Pesquisas do público em geral muitas vezes encontraram uma expectativa de que a automação impactaria amplamente os empregos, mas não os empregos ocupados por essas pessoas em particular pesquisadas.

#### Estudos
Estima-se que 47% dos empregos nos EUA correm alto risco de automação. Em 2014, o think tank econômico Bruegel divulgou um estudo, baseado na abordagem de Frey e Osborne, alegando que nos 28 estados membros da União Europeia, 54% dos empregos estavam em risco de automação. Os países onde os empregos eram menos vulneráveis à automação foram a Suécia, com 46,69% dos empregos vulneráveis, o Reino Unido com 47,17%, a Holanda com 49,50% e a França e a Dinamarca, ambos com 49,54%. Os países onde os empregos foram mais vulneráveis foram a Romênia com 61,93%, Portugal com 58,94%, Croácia com 57,9% e Bulgária com 56,56%. Um relatório de 2015 do Taub Center descobriu que 41% dos empregos em Israel corriam o risco de serem automatizados nas próximas duas décadas. Em janeiro de 2016, um estudo conjunto da Oxford Martin School e do Citibank, baseado em estudos anteriores sobre automação e dados do Banco Mundial, constatou que o risco da automação em países em desenvolvimento era muito maior do que em países desenvolvidos. Ele descobriu que 77% dos empregos na China, 69% dos empregos na Índia, 85% dos empregos na Etiópia e 55% dos empregos no Uzbequistão estavam em risco de automação. O Banco Mundial também empregou a metodologia de Frey e Osborne. Um estudo de 2016 da Organização Internacional do Trabalho encontrou 74% dos cargos assalariados da indústria elétrica e eletrônica na Tailândia, 75% dos cargos assalariados da indústria elétrica e eletrônica no Vietnã, 63% dos cargos assalariados da indústria elétrica e eletrônica na Indonésia e 81% dos cargos assalariados da indústria elétrica e eletrônica. posições da indústria elétrica e eletrônica nas Filipinas estavam em alto risco de automação. Um relatório da ONU de 2016 afirmou que 75% dos empregos no mundo em desenvolvimento estavam em risco de automação e previu que mais empregos podem ser perdidos quando as empresas pararem de terceirizar para países em desenvolvimento depois que a automação em países industrializados torna menos lucrativo terceirizar para países com custos trabalhistas mais baixos.
O Council of Economic Advisers, órgão do governo dos EUA encarregado de fornecer pesquisas econômicas para a Casa Branca, em 2016, usou os dados do estudo de Frey e Osborne para estimar que 83% dos empregos com salário por hora abaixo US$ 20, 31% dos empregos com salário por hora entre US$ 20 e US$ 40 e 4% dos empregos com salário por hora acima de US$ 40 estavam em risco de automação. Um estudo de 2016 da Toronto Metropolitan University descobriu que 42% dos empregos no Canadá corriam risco de automação, dividindo-os em duas categorias - empregos de "alto risco" e empregos de "baixo risco". O relatório encontrou 70% de chance de que trabalhos de alto risco e 30% de chance de que empregos de baixo risco sejam afetados pela automação nos próximos 10 a 20 anos. Um estudo de 2017 da PwC descobriu que até 38% dos empregos nos EUA, 35% dos empregos na Alemanha, 30% dos empregos no Reino Unido e 21% dos empregos no Japão corriam alto risco de serem automatizados no início da década de 2030. Um estudo de 2017 da Ball State University descobriu que cerca de metade dos empregos americanos estavam em risco de automação, muitos deles empregos de baixa renda.
Um relatório de setembro de 2017 da McKinsey & Company descobriu que, em 2015, 478 bilhões de 749 bilhões de horas de trabalho por ano dedicadas à fabricação, ou US$ 2,7 trilhões de US$ 5,1 trilhões em mão de obra, já eram automatizáveis. Em outubro de 2017, uma pesquisa com tomadores de decisões de tecnologia da informação nos EUA e no Reino Unido descobriu que 59% acreditavam que a maioria dos processos de negócios poderia ser automatizada até 2022. Ele estimou que os empregos estavam mais em risco nos países desenvolvidos do que nos países em desenvolvimento devido a uma maior disponibilidade de capital para investir em automação.
A perda de empregos e a mobilidade descendente atribuída à automação foram citadas como um dos muitos fatores no ressurgimento de políticas nacionalistas e protecionistas nos EUA, Reino Unido e França, entre outros países.
No entanto, nem todos os estudos empíricos recentes encontraram evidências para apoiar a ideia de que a automação causará desemprego generalizado. Um estudo divulgado em 2015, examinando o impacto dos robôs industriais em 17 países entre 1993 e 2007, não descobriu nenhuma redução geral no emprego causada pelos robôs e que houve um ligeiro aumento nos salários gerais. De acordo com um estudo publicado no McKinsey Quarterly em 2015, o impacto da informatização na maioria dos casos não é a substituição de funcionários, mas a automação de partes das tarefas que eles executam. Um estudo da OCDE de 2016 constatou que entre os 21 países da OCDE pesquisados, em média, apenas 9% dos empregos estavam em perigo previsível de automação, mas isso variava muito entre os países: por exemplo, na Coréia do Sul, o número de empregos em risco era de 6%, enquanto na Áustria foi de 12%. Em 2017, a Forrester estimou que a automação resultaria em uma perda líquida de cerca de 7% dos empregos nos EUA até 2027, substituindo 17% dos empregos e criando novos empregos equivalentes a 10% da força de trabalho. Um estudo de 2017 sobre o efeito da automação na Alemanha não encontrou evidências de que a automação causou perdas totais de empregos, mas que afeta os empregos em que as pessoas estão empregadas; as perdas no setor industrial devido à automação foram compensadas por ganhos no setor de serviços. Os trabalhadores da manufatura também não corriam risco com a automação e, de fato, eram mais propensos a permanecer empregados, embora não necessariamente fazendo as mesmas tarefas. No entanto, a automação resultou em uma diminuição da participação na renda do trabalho, pois aumentou a produtividade, mas não os salários.
Um estudo da Brookings Institution de 2018 que analisou 28 setores em 18 países da OCDE de 1970 a 2018 descobriu que a automação era responsável por manter os salários baixos. Embora tenha concluído que a automação não reduziu o número total de empregos disponíveis e até os aumentou, constatou que, entre os anos 1970 e 2010, reduziu a participação do trabalho humano no valor agregado ao trabalho e, assim, ajudou a lento crescimento salarial.

#### Desindustrialização prematura
A desindustrialização prematura ocorre quando as nações em desenvolvimento se desindustrializam sem primeiro se tornarem ricas, como aconteceu com as economias avançadas. O conceito foi popularizado por Dani Rodrik em 2013, que publicou vários artigos mostrando a crescente evidência empírica para os fenômenos. A desindustrialização prematura aumenta a preocupação com o desemprego tecnológico para os países em desenvolvimento - já que os efeitos tradicionais de compensação que os trabalhadores da economia avançada desfrutavam, como conseguir um trabalho bem remunerado no setor de serviços depois de perder seus empregos nas fábricas - podem não estar disponíveis.

#### Inteligência artificial
Desde cerca de 2017, uma nova onda de preocupação com o desemprego tecnológico tornou-se proeminente, desta vez sobre os efeitos da inteligência artificial (IA). Comentaristas como Calum Chace e Daniel Hulme alertaram que, se não for controlada, a IA ameaça causar uma "singularidade econômica", com rotatividade de empregos muito rápida para os humanos se adaptarem, levando a um desemprego tecnológico generalizado. Embora eles também aconselhem que, com as respostas corretas dos líderes empresariais, formuladores de políticas e da sociedade, o impacto da IA pode ser positivo para os trabalhadores.
Após a declaração do presidente Putin em 2017 de que o país que primeiro alcançar o domínio da IA "se tornará o governante do mundo", vários governos nacionais e supranacionais anunciaram estratégias de IA.
A Finlândia tem como objetivo ajudar os cidadãos de outras nações da UE a adquirir as habilidades necessárias para competir no mercado de trabalho na era da IA, disponibilizando um curso gratuito sobre "Os Elementos da IA" em vários idiomas europeus. O CEO da Oracle, Mark Hurd, previu que a IA "realmente criará mais empregos, não menos empregos", pois serão necessários humanos para gerenciar os sistemas de IA.
Prevê-se que certas tecnologias digitais resultem em mais perdas de empregos do que outras. Por exemplo, nos últimos anos, a adoção da robótica moderna levou ao crescimento líquido do emprego. No entanto, muitas empresas antecipam que a automação ou o emprego de robôs resultaria em perda de empregos no futuro. Isto é especialmente verdadeiro para empresas na Europa Central e Oriental.
Prevê-se que outras tecnologias digitais, como plataformas ou big data, tenham um impacto mais neutro no emprego.

## Questões nos debates

### Efeitos a longo prazo no emprego
There are more sectors losing jobs than creating jobs. And the general-purpose aspect of software technology means that even the industries and jobs that it creates are not forever.

Lawrence Summers
O conceito de desemprego estrutural, um nível duradouro de desemprego que não desaparece mesmo no ponto alto do ciclo econômico, tornou-se popular na década de 1960. Desde a década de 1980, mesmo economistas otimistas aceitam cada vez mais que o desemprego estrutural de fato aumentou nas economias avançadas, mas eles tendem a atribuir isso à globalização e à deslocalização, e não à mudança tecnológica. Outros afirmam que a principal causa do aumento duradouro do desemprego tem sido a relutância dos governos em buscar políticas expansionistas desde o deslocamento do keynesianismo que ocorreu na década de 1970 e início dos anos 80.
No século XXI, e especialmente desde 2013, os pessimistas têm argumentado com frequência crescente que o desemprego tecnológico duradouro em todo o mundo é uma ameaça crescente.

### Efeitos de compensação

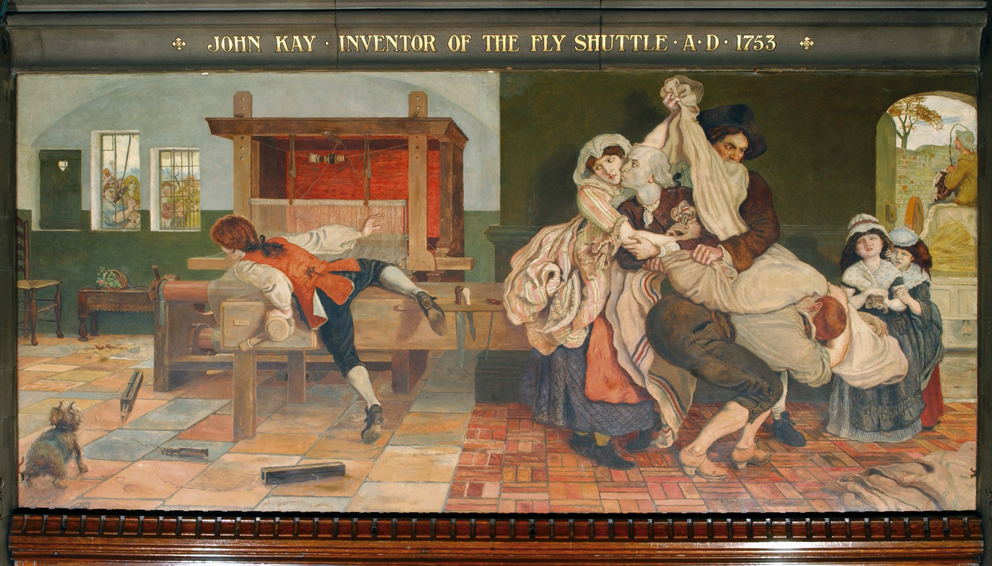
John Kay inventor do Fly Shuttle AD 1753, por Ford Madox Brown, retratando o inventor John Kay se despedindo de sua esposa enquanto os homens o carregam para longe de sua casa para escapar de uma multidão furiosa com seu tear mecânico que economiza trabalho. Os efeitos de compensação não foram amplamente compreendidos neste momento.

Os efeitos de compensação são consequências favoráveis ao trabalho da inovação que "compensam" os trabalhadores pelas perdas de empregos inicialmente causadas por novas tecnologias. Na década de 1820, vários efeitos de compensação foram descritos por Jean-Baptiste Say em resposta à afirmação de Ricardo de que poderia ocorrer desemprego tecnológico de longo prazo.
Os efeitos de compensação incluem:
1. Por novas máquinas. (O trabalho necessário para construir o novo equipamento exigido pela inovação aplicada. )
2. Por novos investimentos. (Possibilitado pela economia de custos e, portanto, aumento dos lucros da nova tecnologia. )
3. Por mudanças nos salários. (Nos casos em que o desemprego ocorre, isso pode causar uma redução dos salários, permitindo assim que mais trabalhadores sejam reempregados ao custo agora mais baixo. Por outro lado, às vezes os trabalhadores desfrutam de aumentos salariais à medida que sua lucratividade aumenta. Isso leva ao aumento da renda e, portanto, ao aumento dos gastos, o que, por sua vez, incentiva a criação de empregos. )
4. Por preços mais baixos. (O que leva a mais demanda e, portanto, a mais empregos. ) Os preços mais baixos também podem ajudar a compensar os cortes salariais, pois os produtos mais baratos aumentarão o poder de compra dos trabalhadores.
5. Por novos produtos. (Onde a inovação cria diretamente novos empregos. )

### Falácia ludita
If the Luddite fallacy were true we would all be out of work because productivity has been increasing for two centuries.

Alex Tabarrok
O termo "falácia ludita" às vezes é usado para expressar a visão de que aqueles preocupados com o desemprego tecnológico de longo prazo estão cometendo uma falácia, pois falham em explicar os efeitos da compensação, o termo é originário dos luditas, membros de uma organização anti-máquinas têxteis inglesa do início do século XIX. Durante o século XX e a primeira década do século XXI, a visão dominante entre os economistas foi que a crença no desemprego tecnológico de longo prazo era de fato uma falácia. Mais recentemente, houve um aumento do apoio à visão de que os benefícios da automação não são distribuídos igualmente.
Existem duas teorias diferentes sobre por que a dificuldade de longo prazo pode se desenvolver.
1. Tradicionalmente atribuído aos luditas (com precisão ou não), que existe uma quantidade finita de trabalho disponível e, se as máquinas o fazem, não pode sobrar nada para os humanos. Os economistas podem chamar isso de falácia do caroço do trabalho, argumentando que, na realidade, tal limitação não existe.
2. Pode surgir uma dificuldade de longo prazo que não tem nada a ver com qualquer pedaço de trabalho. Nessa visão, a quantidade de trabalho que pode existir é infinita, mas

- as máquinas podem fazer a maior parte do trabalho "fácil" que requer menos habilidade, talento, conhecimento ou percepção
- a definição do que é "fácil" se expande à medida que a tecnologia da informação avança, e
- o trabalho que está além do "fácil" pode exigir mais inteligência do que a maioria das pessoas.

Essa segunda visão é apoiada por muitos defensores modernos da possibilidade de desemprego tecnológico sistêmico de longo prazo.

### Níveis de qualificação e desemprego tecnológico
Embora a inovação do século 21 tenha substituído alguns trabalhos não qualificados, outras ocupações pouco qualificadas permanecem resistentes à automação, enquanto o trabalho de colarinho branco que exige habilidades intermediárias está sendo cada vez mais realizado por programas de computador autônomos.
Alguns estudos recentes, no entanto, como um artigo de 2015 de Georg Graetz e Guy Michaels, descobriram que o impacto dos robôs industriais na inovação está aumentando a remuneração de trabalhadores altamente qualificados, ao mesmo tempo em que tem um impacto mais negativo sobre aqueles com habilidades de baixo a médio. Um relatório de 2015 de Carl Benedikt Frey, Michael Osborne e Citi Research concordaram que a inovação foi prejudicial principalmente para empregos de qualificação média, mas previu que nos próximos dez anos o impacto da automação cairia mais fortemente naqueles com habilidades baixas.
Geoffrey Colvin, da Forbes, argumentou que as previsões sobre o tipo de trabalho que um computador nunca será capaz de fazer se mostraram imprecisas. Uma abordagem melhor para antecipar as habilidades nas quais os humanos agregarão valor seria descobrir atividades nas quais insistimos que os humanos permaneçam responsáveis por decisões importantes, como juízes, CEOs, motoristas de ônibus e líderes governamentais, ou onde a natureza humana só pode fique satisfeito com conexões interpessoais profundas, mesmo que essas tarefas possam ser automatizadas.
Em contraste, outros veem até mesmo os trabalhadores humanos qualificados como obsoletos. Os acadêmicos de Oxford, Carl Benedikt Frey e Michael A. Osborne, previram que a informatização poderia tornar quase metade dos empregos redundantes; das 702 profissões avaliadas, eles encontraram uma forte correlação entre educação e renda com capacidade de ser automatizado, com empregos de escritório e serviços sendo alguns dos mais em risco.
Tem havido uma quantidade significativa de pesquisas empíricas que tentam quantificar o impacto do desemprego tecnológico, principalmente no nível microeconômico. A maioria das pesquisas existentes em nível de empresa descobriu uma natureza favorável ao trabalho das inovações tecnológicas. Por exemplo, os economistas alemães Stefan Lachenmaier e Horst Rottmann descobriram que tanto a inovação de produto quanto a de processo têm um efeito positivo sobre o emprego. Eles também descobriram que a inovação de processo tem um efeito de criação de empregos mais significativo do que a inovação de produto. Esse resultado também é apoiado por evidências nos Estados Unidos, que mostram que as inovações da empresa de manufatura têm um efeito positivo no número total de empregos, não apenas limitado ao comportamento específico da empresa.

## Soluções

### Prevenir perdas líquidas de empregos

#### Proibir/recusar a inovação

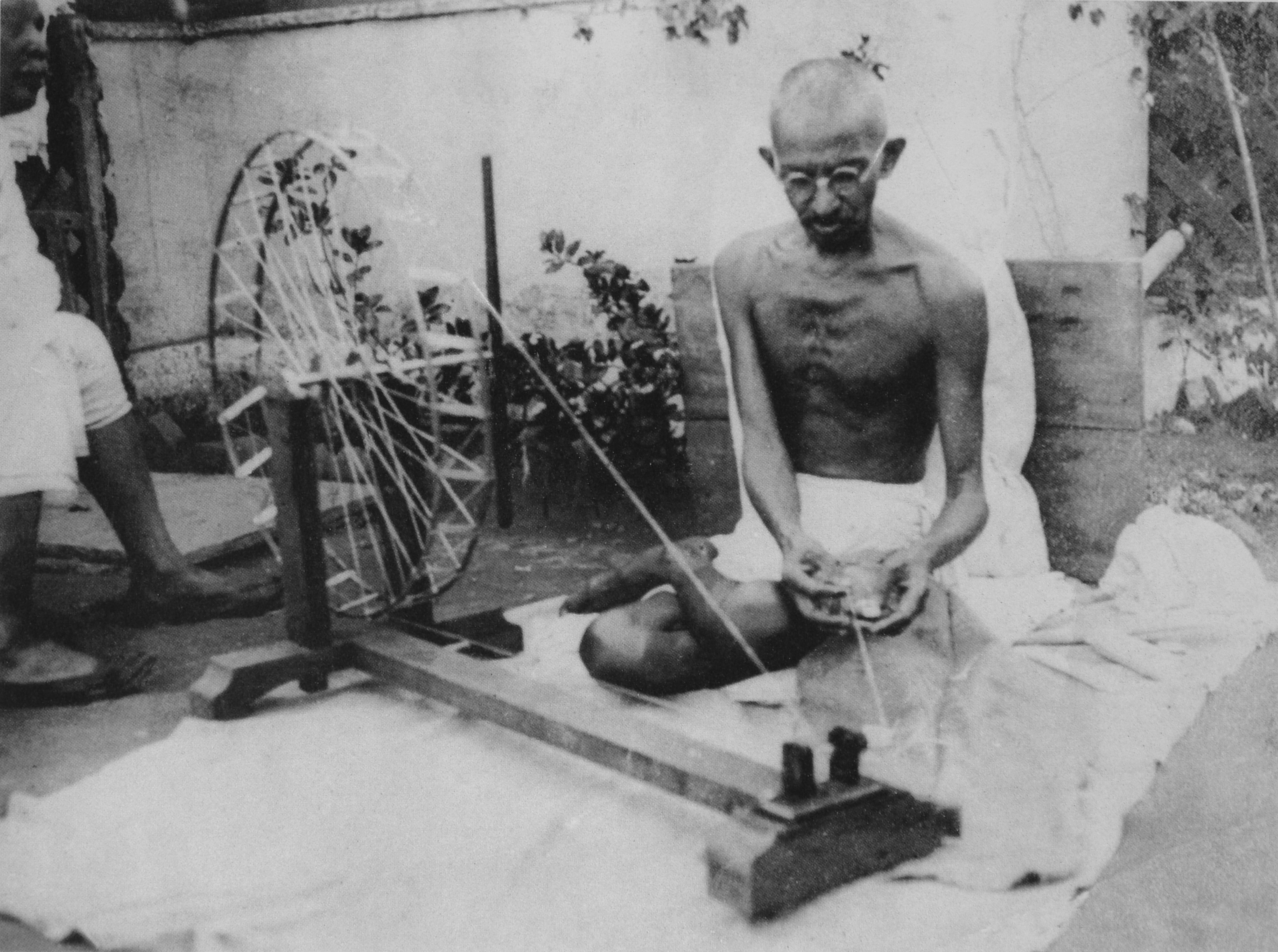
"Aquilo a que me oponho é a mania das máquinas, não as máquinas como tal. A mania é pelo que eles chamam de máquinas que economizam mão-de-obra. Os homens continuam 'economizando trabalho', até que milhares fiquem sem trabalho e jogados nas ruas para morrer de fome." — Gandhi, 1924

Historicamente, as inovações às vezes eram proibidas devido a preocupações sobre seu impacto no emprego. Mesmo os comentaristas pessimistas sobre o desemprego tecnológico de longo prazo invariavelmente consideram a inovação um benefício geral para a sociedade, sendo JS Mill talvez o único proeminente economista político ocidental a sugerir a proibição do uso da tecnologia como uma possível solução para o desemprego
A economia de Gandhi pedia um atraso na adoção de máquinas economizadoras de mão-de-obra até que o desemprego fosse aliviado, no entanto, esse conselho foi amplamente rejeitado por Nehru, que se tornaria primeiro-ministro assim que a Índia alcançasse sua independência. A política de desacelerar a introdução da inovação para evitar o desemprego tecnológico foi, no entanto, implementada no século XX na China sob a administração de Mao.

#### Horário de trabalho mais curto
Em 1870, o trabalhador americano médio trabalhava cerca de 75 horas por semana. Pouco antes da Segunda Guerra Mundial, as horas de trabalho haviam caído para cerca de 42 por semana, e a queda foi semelhante em outras economias avançadas. Segundo Wassily Leontief, esse foi um aumento voluntário do desemprego tecnológico. A redução da jornada de trabalho ajudou a distribuir o trabalho disponível.
Outras reduções nas horas de trabalho foram propostas como uma possível solução para o desemprego por economistas como John R. Commons, Keynes e Luigi Pasinetti. No entanto, uma vez que as horas de trabalho atingiram cerca de 40 horas por semana, os trabalhadores ficaram menos entusiasmados com novas reduções, tanto para evitar a perda de renda quanto para valorizar o trabalho em si. Geralmente, os economistas do século XX argumentaram contra novas reduções como solução para o desemprego, dizendo que isso reflete um pedaço de falácia trabalhista. Em 2014, o cofundador do Google, Larry Page, sugeriu uma semana de trabalho de quatro dias, de modo que a tecnologia continua a substituir empregos, mais pessoas podem encontrar emprego.

#### Trabalhos públicos
Os programas de obras públicas têm sido tradicionalmente usados como forma de os governos aumentarem diretamente o emprego, embora isso tenha sido frequentemente contestado por alguns, mas não por todos, os conservadores. Jean-Baptiste Say, embora geralmente associado à economia de livre mercado, advertiu que as obras públicas poderiam ser uma solução para o desemprego tecnológico. Alguns comentaristas, como o professor Mathew Forstater, aconselharam que obras públicas e empregos garantidos no setor público podem ser a solução ideal para o desemprego tecnológico, pois, ao contrário dos esquemas de bem-estar social ou de renda garantida, eles fornecem às pessoas o reconhecimento social e o envolvimento significativo que vêm com trabalhar.
Para economias menos desenvolvidas, as obras públicas podem ser uma solução mais fácil de administrar em comparação com programas universais de bem-estar. Uma exceção parcial fica por conta dos gastos com infraestrutura, que tem sido recomendado como solução para o desemprego tecnológico até mesmo por economistas antes associados a uma agenda neoliberal, como Larry Summers.

#### Educação
A principal universidade de pesquisa em tecnologia, o MIT, publicou uma carta aberta aos formuladores de políticas defendendo a "reinvenção da educação", ou seja, uma mudança "da aprendizagem automática" para as disciplinas STEM. Declarações semelhantes divulgadas pelo Conselho de Consultores em Ciência e Tecnologia (PACST) do presidente dos EUA também foram usadas para apoiar essa ênfase STEM na escolha de matrícula no ensino superior. A reforma educacional também faz parte da "Estratégia Industrial" do governo do Reino Unido, um plano que anuncia a intenção do país de investir milhões em um "sistema de educação técnica".
No entanto, vários acadêmicos também argumentaram que a melhoria da educação por si só não será suficiente para resolver o desemprego tecnológico, apontando para recentes declínios na demanda por muitas habilidades intermediárias e sugerindo que nem todos são capazes de se tornar proficientes nas habilidades mais avançadas. Kim Taipale disse que "A era das distribuições da curva de sino que sustentavam uma classe média social abaulada acabou... A educação em si não vai fazer a diferença." enquanto um artigo de opinião de 2011, Paul Krugman, professor de economia e colunista do New York Times, argumentou que uma educação melhor seria uma solução insuficiente para problemas tecnológicos, uma vez que "realmente reduz a demanda por trabalhadores altamente qualificados".

### Vivendo com o desemprego tecnológico

#### Renda básica
Quem defende alguma forma de renda básica como solução para o desemprego tecnológico incluem Martin Ford, Erik Brynjolfsson, Robert Reich, Andrew Yang, Elon Musk, Zoltan Istvan e Guy Standing. Reich chegou ao ponto de dizer que a introdução de uma renda básica, talvez implementada como um imposto de renda negativo, é "quase inevitável", enquanto Standing disse que considera que uma renda básica está se tornando "politicamente essencial". Desde o final de 2015, novos pilotos de renda básica foram anunciados na Finlândia, Holanda e Canadá. Outra defesa recente da renda básica surgiu de vários empreendedores de tecnologia, sendo o mais proeminente Sam Altman, presidente da Y Combinator.
O ceticismo sobre a renda básica inclui elementos de direita e de esquerda, e propostas para diferentes formas dela vieram de todos os segmentos do espectro. Por exemplo, enquanto as formas propostas mais conhecidas (com tributação e distribuição) são geralmente pensadas como ideias de esquerda contra as quais as pessoas de direita tentam se defender, outras formas foram propostas até mesmo por libertários, como von Hayek e Friedman. Nos Estados Unidos, o Plano de Assistência à Família (FAP) do presidente Richard Nixon de 1969, que tinha muito em comum com a renda básica, foi aprovado na Câmara, mas foi derrotado no Senado.

#### Ampliando a propriedade de ativos tecnológicos
Foram propostas várias soluções que não se enquadram facilmente no tradicional espectro político esquerda-direita. Isso inclui ampliar a propriedade de robôs e outros bens de capital produtivo. Ampliar a propriedade de tecnologias tem sido defendido por pessoas como James S. Albus John Lanchester, Richard B. Freeman, e Noah Smith. Jaron Lanier propôs uma solução um tanto semelhante: um mecanismo em que as pessoas comuns recebem "nano pagamentos" pelo big data que geram por sua navegação regular e outros aspectos de sua presença online.

#### Mudanças estruturais rumo a uma economia pós-escassez
O Movimento Zeitgeist (TZM), o Projeto Venus (TVP), bem como vários indivíduos e organizações, propõem mudanças estruturais em direção a uma forma de economia pós-escassez na qual as pessoas são 'libertadas' de seus empregos monótonos e automatizáveis, em vez de 'perder ' seus empregos. No sistema proposto pelo TZM, todos os trabalhos são automatizados, abolidos por não trazerem nenhum valor real para a sociedade (como a publicidade comum), racionalizados por processos e colaboração mais eficientes, sustentáveis e abertos ou realizados com base no altruísmo e na relevância social, em oposição à compulsão ou ganho monetário. O movimento também especula que o tempo livre disponibilizado às pessoas permitirá um renascimento da criatividade, invenção, comunidade e capital social, além de reduzir o estresse.